# میکله سرنا
میکله سرنا (به ایتالیایی: Michele Serena) بازیکن فوتبال و اهل ایتالیا است که از سال ۱۹۹۸ میلادی عضو تیم ملی فوتبال ایتالیا بوده و در ۱ بازی ملی حضور داشته‌است. او در بازی‌های ملی‌اش گلی به ثمر نرساند.
میکله سرنا آخرین بازی ملی خود را در سال ۱۹۹۸ میلادی انجام داد.